# Place de la Vieille Halle aux Blés

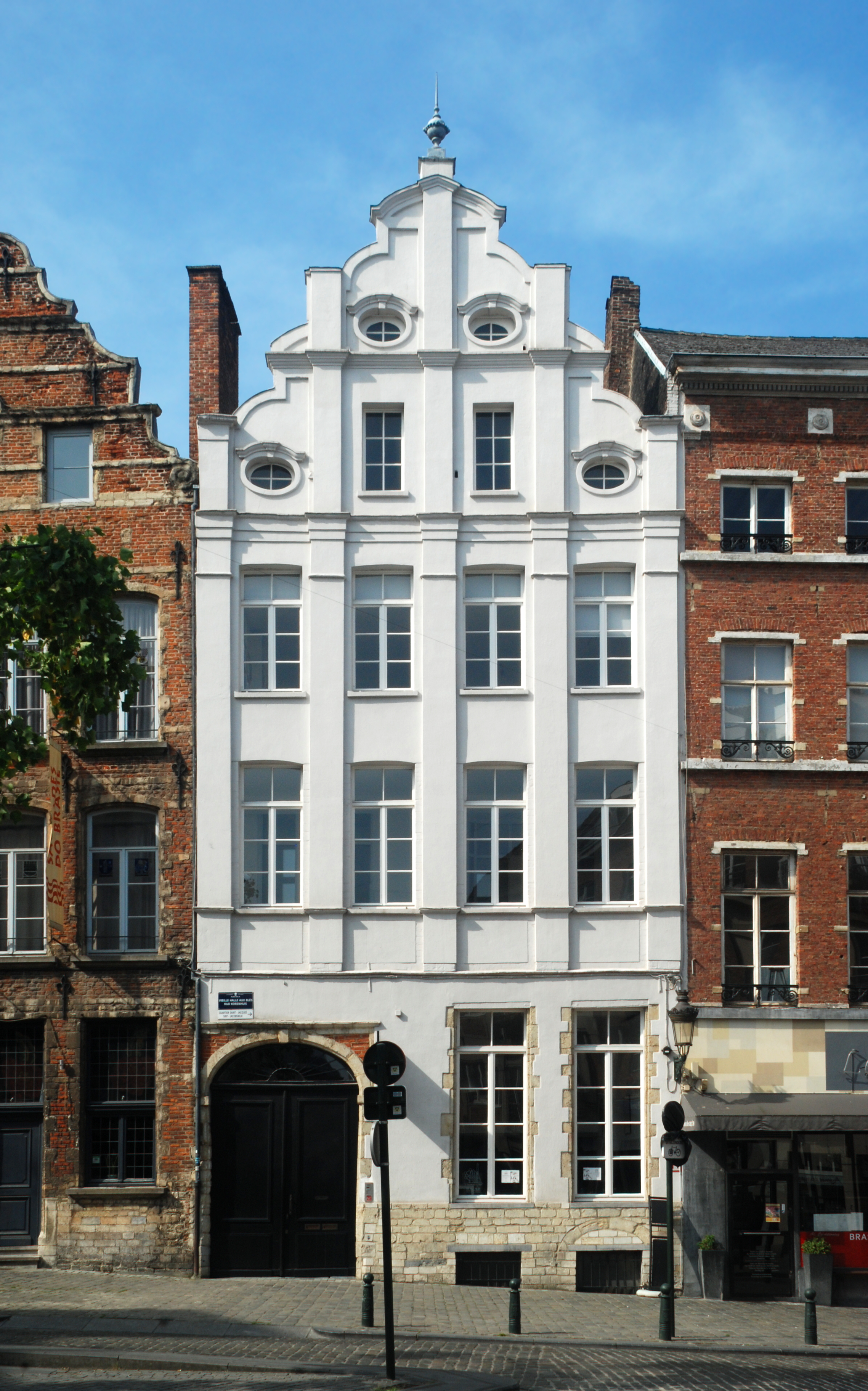
N° 29 : Maison de la Clé d'Or.

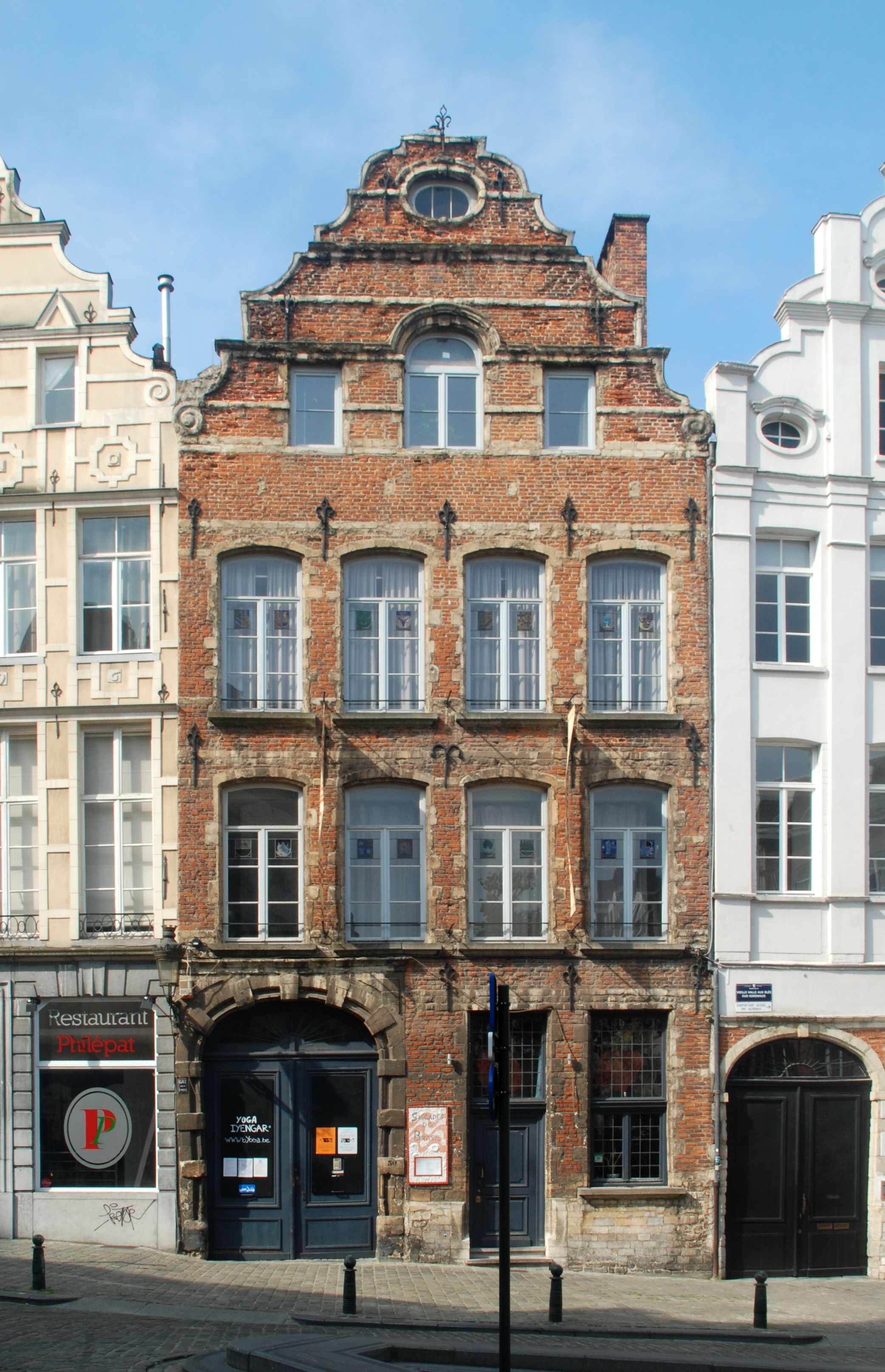
N° 30 : Maison de l'Étoile d'Or.

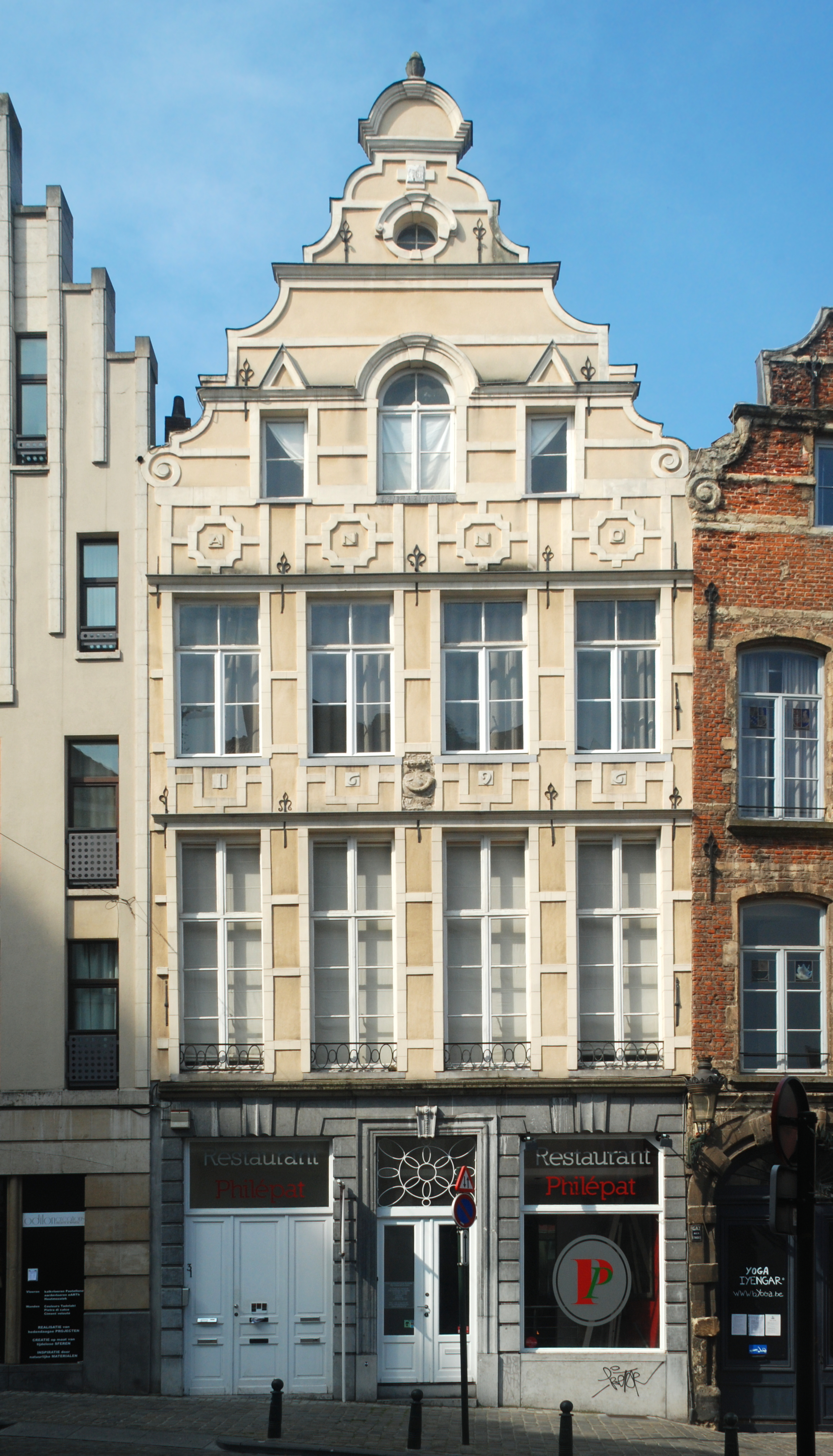
N° 31 : Maison du Cornet.

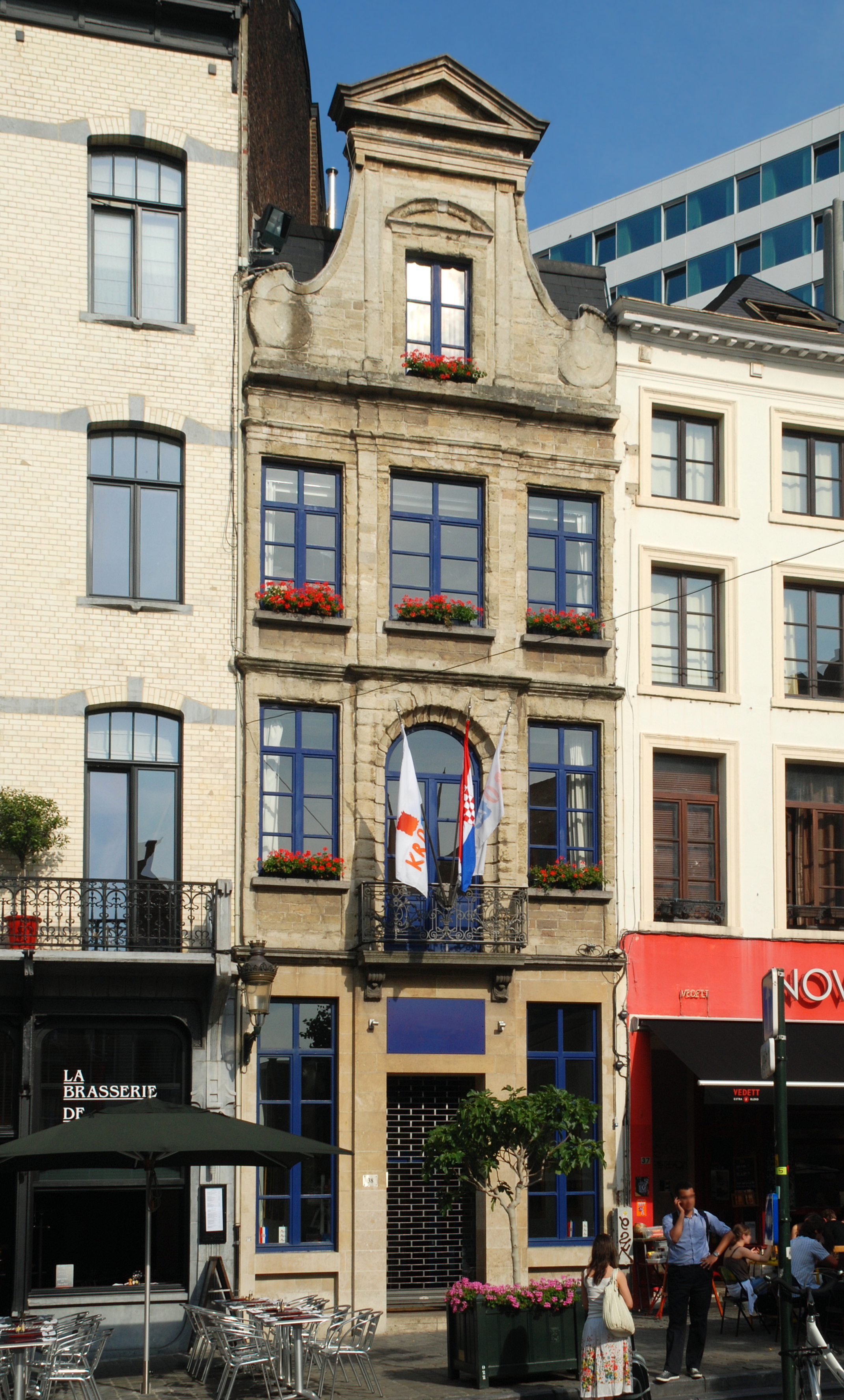
N°38 : maison de style classique
(Louis XIV).

La place de la Vieille Halle aux Blés (en néerlandais : Oud Korenhuis) est une très vieille place du centre de Bruxelles, en Belgique, bordée de nombreuses maisons classées dont plusieurs remarquables maisons de style baroque.

## Localisation
La place de la Vieille Halle aux Blés est une place de forme triangulaire prenant sa naissance à la place Saint-Jean et débouchant sur la rue du Chêne, la rue de l'Escalier et la rue de Dinant, non loin du  boulevard de l'Empereur.

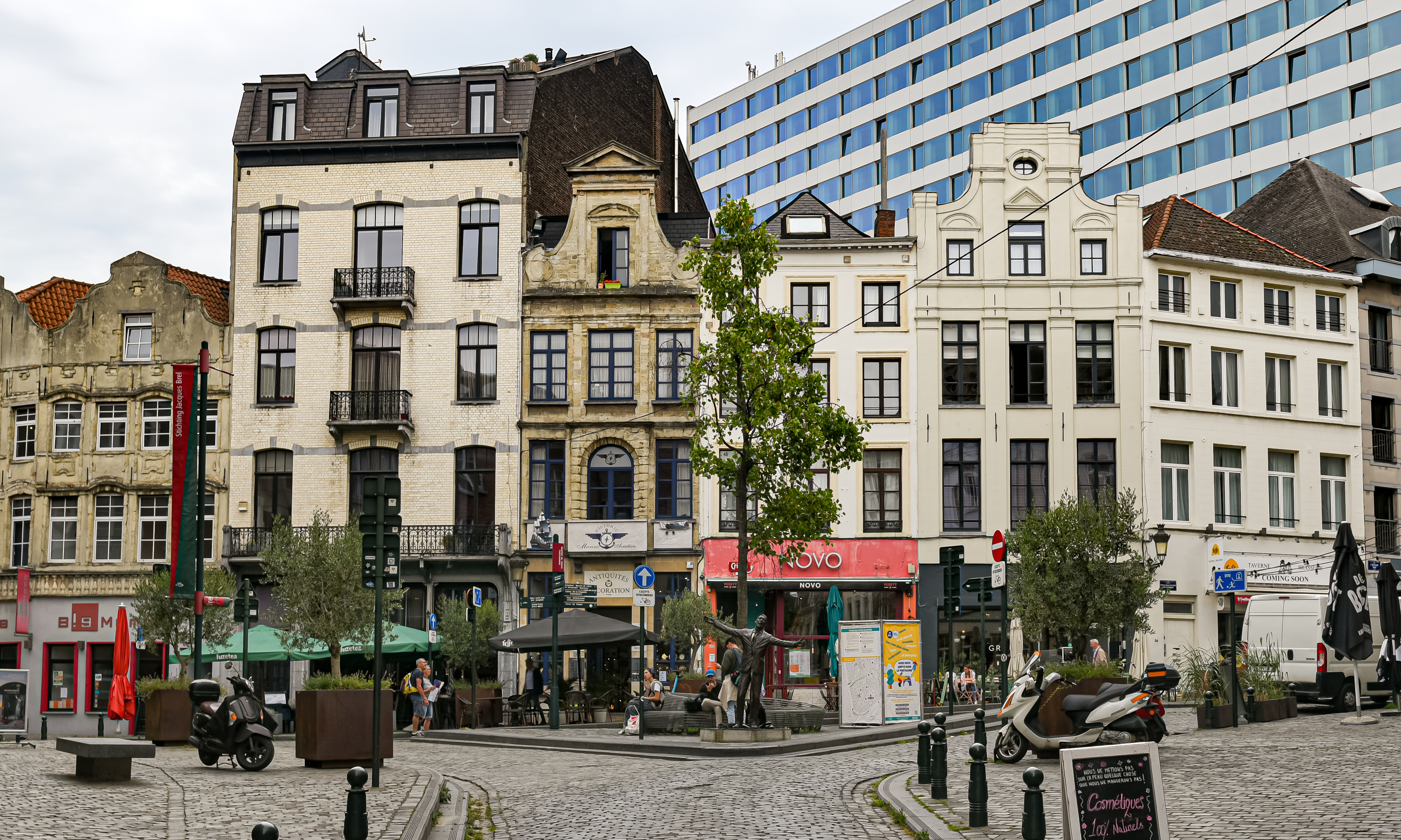
Le côté est de la place en 2022.
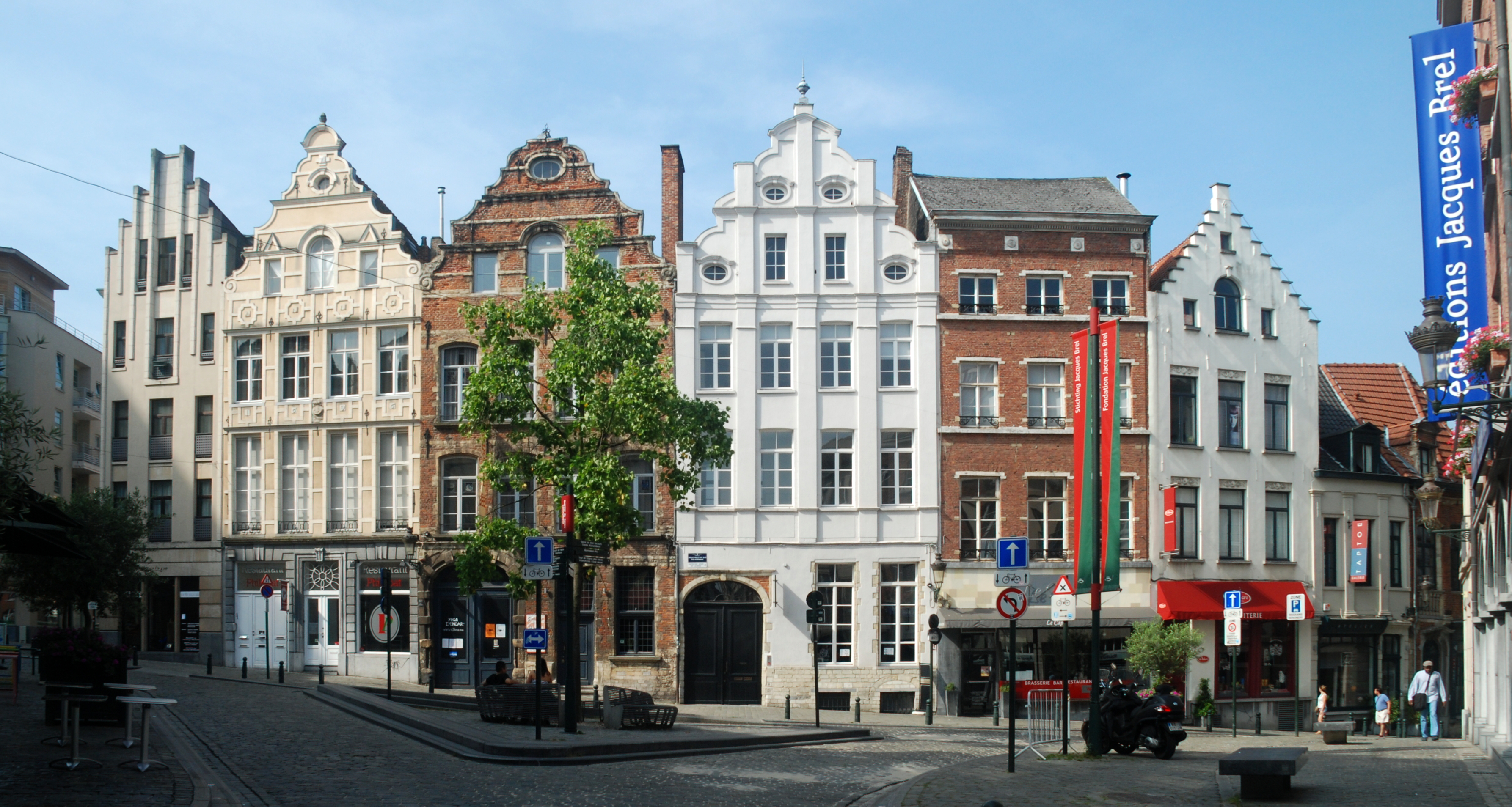
Le côté ouest de la place en 2013.

## Historique
Une « Corehuse » (korenhuis, halle aux grains, halle aux blés) est mentionnée à cet endroit dès 1295,.
Mais la halle, érigée au centre de la place, gêne la circulation sur cette place située sur le chemin marchand qui reliait alors la porte de Hal à la Grand-Place : elle est démolie en 1626 et la vente des céréales est transférée vers l'actuelle rue du Vieux Marché aux Grains,.
La place est agrandie une première fois en 1681 et une deuxième fois lors de la reconstruction consécutive au bombardement de Bruxelles de 1695 par les troupes françaises du roi Louis XIV,.
Au XVIIIe siècle, la place accueille un service de diligence et de courrier à destination des villes des Pays-Bas méridionaux, de la France, du Luxembourg, de l'Allemagne et de la Suisse, ce qui provoque l'apparition de nombreux relais de poste et auberges,, parmi lesquels on peut citer : 
- ancien n°12 : « De Spaanse Kroon » (« La Couronne d'Espagne »), point de départ des diligences pour Paris, Lille, Tournai, Anvers, Amsterdam, Aix-la-Chapelle et Cologne[4] ;

- n° 27 : « In den Coninck van Spagniën » (« Auberge du Roi d'Espagne »), d'où partaient les courriers pour Enghien, Ath, Tournai[5],[6] ;

- n° 28 : « ln de Zwaene » (« Maison du Cygne ») d'où s'en allaient les messageries vers Mons et Nivelles[5] ;

- n° 30 : « De Gulde Sterre » (« Maison de l'Étoile d'Or ») d'où partaient les diligences pour Mons, Ath, Tournai, Lille, le Luxembourg, la France, l'Allemagne et la Suisse[7],[8].

À partir de 1920, la province de Brabant acquiert les parcelles bordant la place au nord pour devenir propriétaire de l'ensemble des édifices situés entre la rue du Chêne et la rue du Lombard.
Tout le côté nord de la place est rasé en 1961 pour procéder à l'extension des bureaux du Gouvernement Provincial du Brabant (dont le palais du gouverneur se situait rue du Lombard et les bureaux rue du Chêne) mais l'immeuble ne voit jamais le jour et le terrain arasé sert durant 32 ans de parking à l'administration provinciale. Des vestiges de l'ancien relais de poste « De Spaanse Kroon » (écuries et remises) subsistent à cette époque au fond du parking de la province et sont classés en avril 1989.
En 1964, le quartier fait l'objet d'un plan d'aménagement prévoyant de nombreuses démolitions ainsi qu'une modification de la forme de la place, appelée à devenir carrée. Ce plan n'a heureusement jamais été réalisé : en 1985, sa deuxième mouture impose, au contraire, de conserver les immeubles restants.
Ce n'est qu'en 1994 que le côté nord de la place est réaménagé avec des immeubles combinant logement et commerces, sous la houlette de la SDRB (Société de Développement pour la Région de Bruxelles-Capitale). En décembre 1993, au début des travaux, les ouvriers mettent au jour une cave voûtée datant probablement d'avant le bombardement de Bruxelles en 1695.
Le 11 octobre 2017, une statue du célèbre auteur-compositeur-interprète Jacques Brel a été érigée sur la place en commémoration des quarante ans de sa disparition. Le lieu accueille déjà en son sein la Fondation Jacques Brel, créée en 1981.

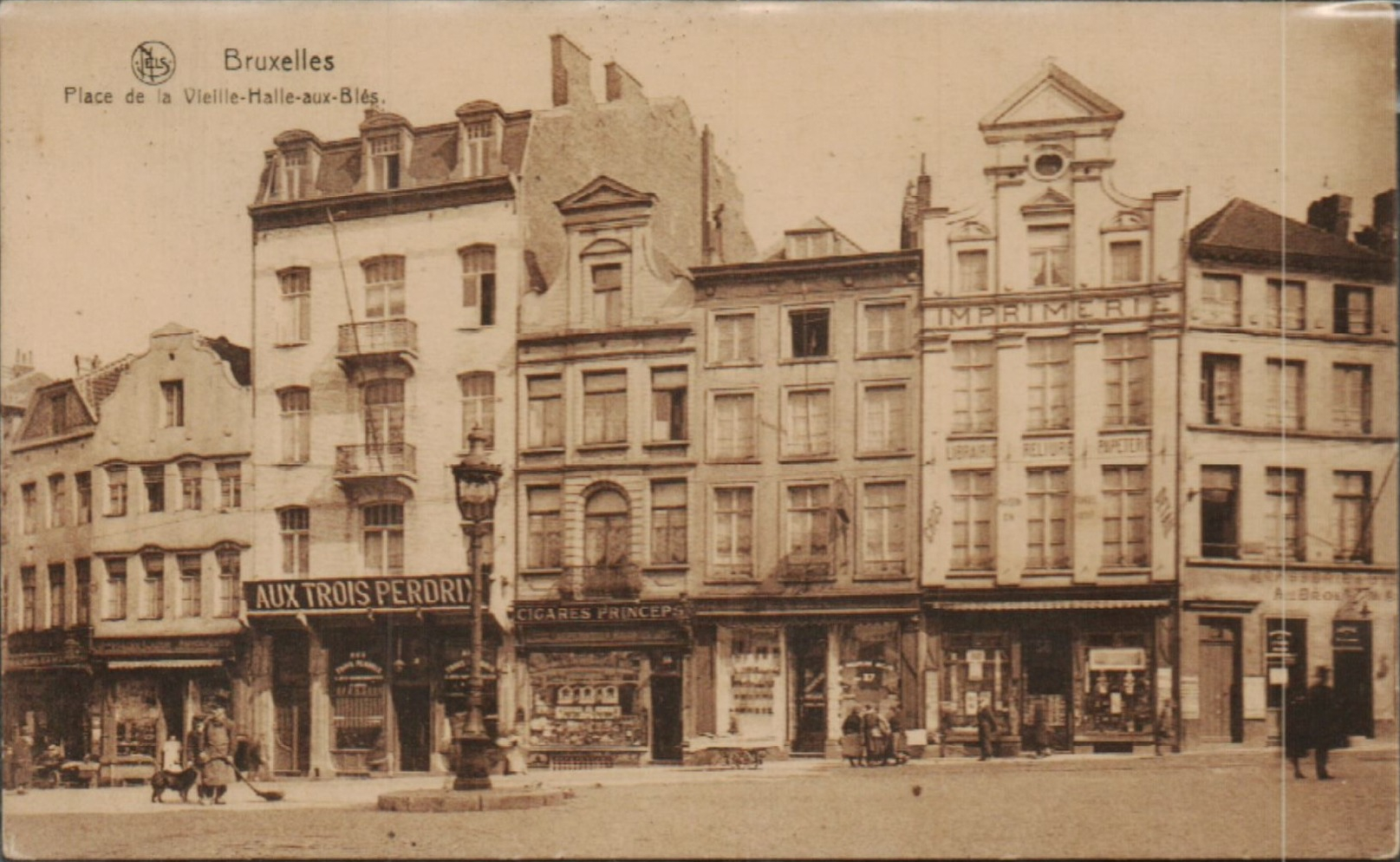
Le côté est de la place vers 1900.
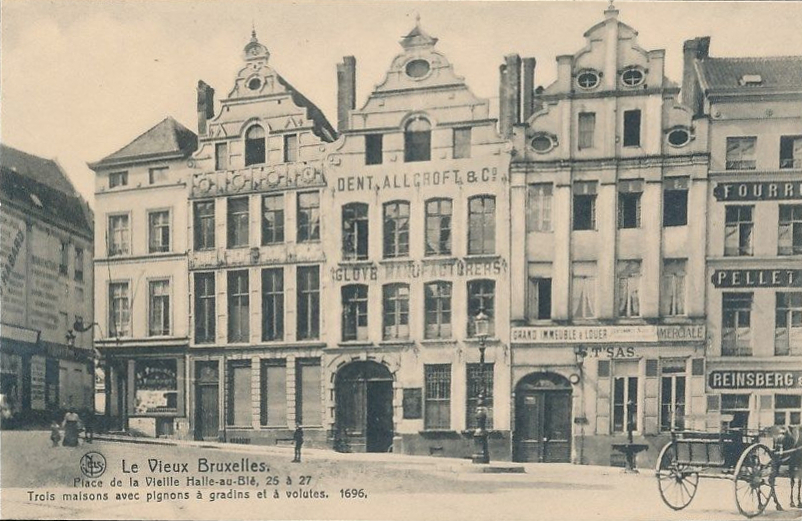
Le côté ouest de la place vers 1900.
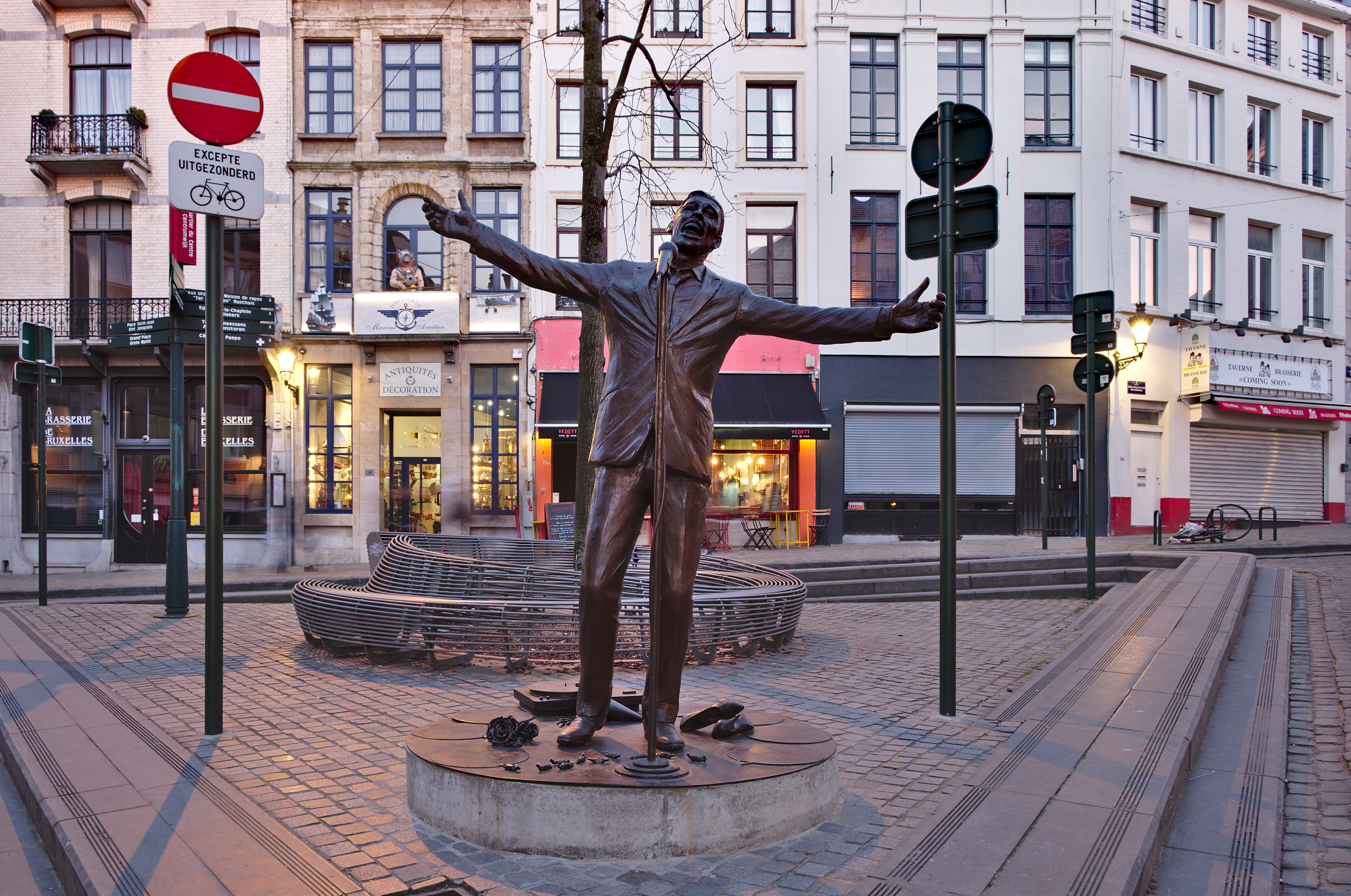
Statue L'Envol commémorant Jacques Brel.

## Statut patrimonial
La place figure à l'inventaire du patrimoine architectural de la Région de Bruxelles-Capitale sous la référence 10002132.

## Patrimoine
La place de la Vieille Halle aux Blés abrite de nombreux édifices dignes d'intérêt, classés ou non, parmi lesquels des maisons baroques, classiques et Art nouveau.

### Style baroque et traditionnel
- n° 24-26, à l'angle de la rue de Villers (jadis rue des Chats), maisons jumelées, style baroque tardif ;
- ancien n°12 (démoli) : « De Spaanse Kroon » (« La Couronne d'Espagne »), point de départ des diligences pour Paris, Lille, Tournai, Anvers, Amsterdam, Aix-la-Chapelle et Cologne, section 40, n° 76 ;
- n° 27, Auberge du Roi d'Espagne (« In den Coninck van Spagnien »), section 40, n° 34 (Style traditionnel) d'où partaient les courriers pour Enghien, Ath, Tournai[6] ;
- n° 28, Maison « le Grand Cygne » (Grote Swaene ou « ln de Zwaene » (« Maison du Cygne ») d'où s'en allaient les messageries vers Mons et Nivelles4;section 40, n° 33 ;
- n° 29, « Maison de la Clé d'Or » (« Den Gulden Sleutel »), section 40, n° 32, classée en 1975 ;
- n° 30, « Maison de l'Étoile d'Or » (« De Gulde Sterre ») d'où partaient les diligences pour Mons, Ath, Tournai, Lille, le Luxembourg, la France, l'Allemagne et la Suisse, section 40, n°31, classée en 1975[8] ;
- n° 31, « Maison du Cornet » (« Den Hoorn » ou « Gulden Posthoren »), section 40, n° 30, classée en 1976[14] ;
- n° 32, « Maison de la Tête d'Or » (« Gulden Hoofd »), section 40, n° 29, au coin de la Vieille Halle au Blé et la rue de Bavière (actuellement "rue de Dinant") ;
- n° 36, maison de style baroque tardif, à pignon classicisant ;
- n° 38, façade Louis XIV du début du XVIIIe siècle ;
- n° 41-42, maisons baroques jumelées ;
- n° 46, maison baroque à pignon chantourné ;
- n° 49, maison de style baroque tardif, de la fin du XVIIe siècle ou du début du XVIIIe siècle ;
- « Maison au Serpent » ("In het Serpent »), section 40, n° 70, coin de la rue de l'Escalier ;
- « Maison à la Main Bleue » (Blauw Hand »), section 40, n° 69 ;.
- « Maison le Moulin à eau » (Watermolen »), section 40, n° 68. En 1762, domicile de Pierre Maskens, maître carrossier ;
- « Maison  le Pélican » (« Inden Pellicaen », "Pelicaen »), section 40, n° 65 et 66 ;
- « Gulden Gordel », section 40, n° 63 ;
- « Maison le Dauphin » (« Dolphijn »), section 40, n° 61 ;
- « Maison Lieve Vrouke » (« In het Lieve Vrouwken »), section 40, n° 60 ;
- « Maison la Croix Blanche » (« Int Wit Cruijs »), section 40, n° 59 ;
- « Maison l'Homme de Fer » (« Inden Eijzeren Man »), section 40, n°  58.

### Style classique (Louis XIV)
- n° 38, façade Louis XIV du début du XVIIIe siècle

### Style Art nouveau
- n° 39-40, maison et devanture de café Art nouveau (1908)

## Accessibilité
| ___ | Ce site est desservi par la station de métro : Gare Centrale. |